# Aristias antarcticus
Aristias antarcticus är en kräftdjursart. Aristias antarcticus ingår i släktet Aristias och familjen Aristiidae. Inga underarter finns listade i Catalogue of Life.